# Festival Paulista de Futebol Feminino Sub-14 de 2022
O Festival Paulista Feminino Sub-14 de 2022 foi a quarta edição deste evento esportivo, um torneio estadual de futebol feminino organizado pela Federação Paulista de Futebol (FPF).
O campeonato começou a ser disputado no dia 3 de setembro e terminou em 26 de novembro. Nesta edição teve como campeão a Ferroviária, que conquistou o título pela segunda vez ao vencer a decisão contra o Corinthians.

## Formato e participantes
Nesta edição, o regulamento dividiu as 13 equipes participantes em duas sedes, nas cidades de Araraquara e Santo André. O campeão de cada sede se enfrentaram em partida única para definir o vencedor do campeonato. Os 13 participantes foram:
| Equipe           | Cidade                | Participações | Títulos  |
| ---------------- | --------------------- | ------------- | -------- |
| AD Taubaté       | Taubaté               | —             | —        |
| Campinas         | Campinas              | —             | —        |
| Centro Olímpico  | São Paulo             | 3             | 1 (2018) |
| Corinthians      | São Paulo             | —             | —        |
| Ferroviária      | Araraquara            | 2             | 1 (2019) |
| Jundiaí          | Jundiaí               | —             | —        |
| Meninas em Campo | São Paulo             | 1             | —        |
| Palmeiras        | São Paulo             | —             | —        |
| Pinda            | Pindamonhangaba       | —             | —        |
| Portuguesa       | São Paulo             | —             | —        |
| Realidade Jovem  | São José do Rio Preto | 1             | —        |
| São Paulo        | São Paulo             | —             | —        |
| Tiger Academia   | São Paulo             | 3             | 1 (2017) |

## Sede Araraquara
O regulamento dividiu o campeonato em três fases distintas. Na primeira, os integrantes enfrentaram os rivais em embates de turno único, classificando os quatro melhores colocados. Nas semifinais, dois embates eliminatórios foram formados de acordo com o cruzamento olímpico. Os vencedores se qualificaram para a decisão que classificou o campeão para a final geral.

### Primeira fase
- O Campinas foi punido com a perda de doze pontos.

### Fases finais
|  | Semifinais      | Semifinais |   |  | Final       | Final |  |
|  |                 |            |   |  |             |       |  |
|  |                 |            |   |  |             |       |  |
|  | Ferroviária     | 4          |   |  |             |       |  |
|  | Realidade Jovem | 0          |   |  |             |       |  |
|  |                 |            |   |  |             |       |  |
|  |                 |            |   |  |             |       |  |
|  |                 |            |   |  | Ferroviária | 2     |  |
|  |                 | São Paulo  | 0 |  |             |       |  |
|  |                 |            |   |  |             |       |  |
|  |                 |            |   |  |             |       |  |
|  |                 |            |   |  |             |       |  |
|  |                 |            |   |  |             |       |  |
|  | São Paulo       | 1          |   |  |             |       |  |
|  | Portuguesa      | 0          |   |  |             |       |  |

## Sede Santo André
Nessa sede os participantes foram divididos em dois grupos, no qual duelaram com os rivais em embates de turno único, classificando os dois melhores colocados de cada chave. Nas semifinais, dois embates eliminatórios foram formados de acordo com o cruzamento olímpico. Os vencedores se qualificaram para a decisão que classificou o campeão para a final geral.

### Fases finais
|  | Semifinais            | Semifinais       |   |  | Final       | Final |  |
|  |                       |                  |   |  |             |       |  |
|  |                       |                  |   |  |             |       |  |
|  | Corinthians           | 1                |   |  |             |       |  |
|  | Centro Olímpico       | 0                |   |  |             |       |  |
|  |                       |                  |   |  |             |       |  |
|  |                       |                  |   |  |             |       |  |
|  |                       |                  |   |  | Corinthians | 2     |  |
|  |                       | Meninas em Campo | 0 |  |             |       |  |
|  |                       |                  |   |  |             |       |  |
|  |                       |                  |   |  |             |       |  |
|  |                       |                  |   |  |             |       |  |
|  |                       |                  |   |  |             |       |  |
|  | Tiger Academia        | 1 (3)            |   |  |             |       |  |
|  | Meninas em Campo (p.) | 1 (4)            |   |  |             |       |  |

## Final
A final foi protagonizada por Corinthians e Ferroviária que conquistaram os títulos das sedes de Santo André e Araraquara, respectivamente, e assim conseguiram vaga na finalíssima. O jogo decisivo foi realizado em 26 de novembro, com a Ferroviária conquistando o seu segundo título após golear o time da capital na decisão do campeonato, realizada no estádio Prefeito José Liberatti.
| 26 de novembro | Corinthians | 0 – 4  | Ferroviária                                                             | Prefeito José Liberatti, Osasco        |
| 15h00min       |             | Súmula | Sofia Cartone 5' · Gabriela Pusch 20', 63' (p.) · Giulia Giaretta 45+1' | Árbitro: Leonel Marcos Fialho da Silva |

### Gerais
- «REGULAMENTO ESPECÍFICO DO FESTIVAL PAULISTA DE FUTEBOL FEMININO SUB 14 - 2022 - FINAL» (PDF). Federação Paulista de Futebol. 21 de novembro de 2022. Consultado em 16 de dezembro de 2022. Cópia arquivada (PDF) em 16 de dezembro de 2022
- «REGULAMENTO ESPECÍFICO DO FESTIVAL PAULISTA DE FUTEBOL FEMININO SUB 14 - 2022 - SEDE ARARAQUARA» (PDF). Federação Paulista de Futebol. 22 de setembro de 2022. Consultado em 16 de dezembro de 2022. Cópia arquivada (PDF) em 16 de dezembro de 2022
- «REGULAMENTO ESPECÍFICO DO FESTIVAL PAULISTA DE FUTEBOL FEMININO SUB 14 - 2022 - SEDE SANTO ANDRÉ» (PDF). Federação Paulista de Futebol. 25 de agosto de 2022. Consultado em 16 de dezembro de 2022. Cópia arquivada (PDF) em 16 de dezembro de 2022

### Específicas
1. ↑  «Ferroviária goleia o Corinthians e é bicampeã do Festival Feminino Sub-14». Revista Comércio, Indústria e Agronegócio. 26 de novembro de 2022. Consultado em 16 de dezembro de 2022. Cópia arquivada em 29 de novembro de 2022
2. ↑  «Ferroviária goleia Corinthians e conquista o Festival Feminino sub-14». Futebol Interior. 26 de novembro de 2022. Consultado em 16 de dezembro de 2022. Cópia arquivada em 28 de novembro de 2022
3. ↑  «Com 5 equipes, etapa de Araraquara acontece no sábado, 8 de outubro». Federação Paulista de Futebol. 22 de setembro de 2022. Consultado em 16 de dezembro de 2022. Cópia arquivada em 16 de dezembro de 2022
4. ↑  «Com Ferroviária, Araraquara recebe campeonato de futebol feminino sub-14 no Botânico». GloboEsporte.com. 7 de outubro de 2022. Consultado em 16 de dezembro de 2022. Cópia arquivada em 16 de dezembro de 2022
5. ↑  «Confira a tabela e regulamento do Festival Sub-14 da sede de Santo André». Federação Paulista de Futebol. 25 de agosto de 2022. Consultado em 16 de dezembro de 2022. Cópia arquivada em 16 de dezembro de 2022
6. ↑  «Santo André recebe 4ª edição do Festival Feminino Sub-14». Federação Paulista de Futebol. 2 de setembro de 2022. Consultado em 16 de dezembro de 2022. Cópia arquivada em 16 de dezembro de 2022
7. ↑  «Futebol Feminino: invictas, brabinhas do Corinthians vencem etapa do Festival Sub-14». Corinthians. 3 de setembro de 2022. Consultado em 16 de dezembro de 2022. Cópia arquivada em 16 de dezembro de 2022
8. ↑  «Ferroviária é campeã da 2ª etapa do Festival Paulista Feminino Sub-14». Prefeitura de Araraquara. 10 de outubro de 2022. Consultado em 16 de dezembro de 2022. Cópia arquivada em 16 de dezembro de 2022
9. ↑  «Ferroviária goleia Corinthians e conquista o Festival Feminino Sub-14». Federação Paulista de Futebol. 26 de novembro de 2022. Consultado em 16 de dezembro de 2022. Cópia arquivada em 16 de dezembro de 2022
10. ↑  «Guerreiras Grenás são campeãs do Festival Paulista Sub-14». Portal Morada. 26 de novembro de 2022. Consultado em 16 de dezembro de 2022. Cópia arquivada em 27 de novembro de 2022